# Bàsquet Club Andorra
El Bàsquet Club Andorra, conocido por motivos de patrocinio como Morabanc Andorra, es un equipo de baloncesto con sede en la ciudad de Andorra la Vieja, Andorra, que milita en la Liga ACB de España. Disputa sus partidos como local en el Polideportivo de Andorra, con capacidad para 5005 espectadores.

## Historia
El club se fundó en 1970 con el nombre de Club de Basket Les Escaldes, denominación que cambiaría al año siguiente por la actual. Jugó sus primeras temporadas en el campeonato provincial de Lérida consiguiendo en la temporada 1975-76 el ascenso a la Primera Catalana. Al año siguiente renuncia a la categoría por problemas económicos, regresando en 1980.
El primer éxito importante llega en la temporada 1981-82, al proclamarse Campeón de Cataluña de 2ª Categoría, logrando el ascenso a la 1ª Categoría. En la a temporada 1983-84 se proclama Campeón de Cataluña de 1ª Categoría y logra el ascenso a la 2ª División Nacional Española. La temporada 1985-86 se proclama Campeón de España de la 2ª División Nacional en la ciudad de Badajoz y logra el ascenso a la 1ª División Nacional "B". Las tres siguientes temporadas se proclama Campeón de la Liga Nacional Catalana "B", y en la misma temporada 91-92 se proclama Campeón de Primera "B" y alcanza el ascenso a la Liga ACB.
Permanece 4 temporadas en la máxima competición española, hasta que en 1996 desciende de categoría. Debido a problemas extradeportivos se ven obligados a empezar nuevamente desde abajo, hasta que en 2008 alcanzan la LEB Plata, en 2012 pasan de la LEB Plata a la LEB Oro y finalmente en 2014 consigue el ascenso deportivo a ACB, y después de un acuerdo de patrocinio histórico con Morabanc, certifica el ascenso a ACB. En sus primeros dos años ACB el equipo certifica una 14.ª posición. En el tercer año, y después de cambiar casi toda la plantilla, el equipo andorrano se clasifica para la Copa del Rey y los Play-offs, cayendo en ambas ocasiones ante el Real Madrid en cuartos de final. La octava posición final les permite entrar en  Eurocup  la siguiente temporada, siendo eliminados en primera ronda con un balance de 3-7. En esa misma temporada (2017-2018) no logran clasificarse para la Copa Del Rey, pero una excelsa segunda vuelta permite a los del Principado clasificarse para los play-offs en sexta posición. La eliminación contra Barça Lassa ( 2-1 ) hizo que el equipo se quedara en esa sexta posición, logrando por segundo año consecutivo el billete a  Eurocup 
En mayo de 2022 termina la liga en plazas de descenso a LEB.

## Trayectoria
- Temporadas en Liga ACB: 14
- Temporadas en Primera B: 6
- Temporadas en Liga EBA: 4
- Temporadas en LEB Plata: 3

## Números retirados
- 4 –  Toni Jiménez
- 6 –  Xavier Mujal
- 12 –  Carles Farfán
- 14 –  Chechu Bermudo

## Palmarés

### Equipo
- 1 Copa del Príncipe de Asturias: 2013-14.
- 2 Liga LEB Oro: 2013-14, 2022-23.
- 2 Liga catalana ACB: 2018, 2020.
- 1 Liga catalana LEB: 2013
- 1 Copa Catalunya: 2004-05.

### Torneos amistosos
- Trofeo Memorial Quino Salvo: 2018.[3]